# Aleuroclava lagerstroemiae
Aleuroclava lagerstroemiae là một loài côn trùng cánh nửa trong họ Aleyrodidae, phân họ Aleyrodinae.
Aleuroclava lagerstroemiae được Takahashi miêu tả khoa học đầu tiên năm 1934.